# Koncz Gabriella
Koncz Gabriella (Budapest, 1960. március 14.) Balázs Béla-díjas (2001) vágó.

## Életpályája
1985–1988 között a Színház- és Filmművészeti Főiskola filmvágó szakos hallgatója volt. 1988–1993 között a Mafilmnél dolgozott. 1993 óta szabadúszó.

## Filmjei
| - Talpra, Győző! (1983) - Indián tél (1993) - Az igazi Mao (1994) - Az asszony (1996) - Szökés (1997) - A világ legkisebb alapítványa (1997) - A rózsa vére (1998) - Bizarr románc (2001) - A láthatatlan ház (2001) - A ház emlékei (2002) - Felhő a Gengesz felett (2002) - Fény hull arcodra (2002) - A gyanú (2003) - A boldogság színe (2003) - Mélyen őrzött titkok (2003) - Ég veled! (2005) - Történetek az elveszett birodalomból (2005) - Lopott képek (2006) - Az emigráns - Minden másképp van (2006) - Az utolsó szép film (2007) - Tabló – Minden, ami egy nyomozás mögött van! (2008) - Bunkerember (2009) - Vadlány – Boszorkánykör (2009) - A vágyakozás napjai (2009) - Kaland (2011) - Tanmesék a szexről (1988) - Nem akarják irigyelni a holtakat (1996) - A szenvedelmes kertész (2003) - Würth Ferenc és Fischer Antal (2004) - A kalaposmester (2006) - Minden másképp van – Márairól (2007) - A titkos szám (2011) - Feljegyzések az egérlyukból (2011) - A Sátán fattya (2017) | - A lépcső (1994) - Akik utolsónak maradtak (1994) - Szakítópróba (1997) - Kegyeleti ügyek (1998) - A mi gólyánk (2000) - Szatmári csordák (2003) - Aranykalyiba (2003) - Európából Európába (2004) - Uborkázók (2004) - Az utolsó földművesek (2005) - Józsi nővér és a sárga bicikli (2005) - Élik az életüket – kárpátaljai szilánkok (2006) - Tibetben a lélek (2006) - Városrajzolatok (2006) - Boszporusz felett a híd (2007) - Út Calarasiba – Egy sikeres vállalkozó képe (2007) - Hany Istók legendája (2008) - Két hazára lelve (2008) - Andris (2008) - 214-es csapat (2008) - Az Óperenciás tengeren is túl (2010) - A vízilabda Puskása (2010) |